# Свети Пантелеймон (Полихни)
Вижте пояснителната страница за други значения на Свети Пантелеймон.
„Свети Панталеймон“ (на гръцки: Ι. Ν. Αγίου Παντελεήμονος Πολίχνης) е православна църква в солунското предградие Полихни, Гърция, енорийски храм на Неаполската и Ставруполска епархия.
Църквата е разположена на улица „Стадио“ № 1. Основният камък на първоначалния храм е положен от митополит Генадий Солунски на 27 юли 1927 година и църквата е открита в 1930 година. Храмът е във византийски стил, кръстокуполен с вградена камбанария над трема и главния вход. Църквата е смятана за голямо постижение в първоначалните години на бедност, след заселването на бежанците в района в началото на 20-те години.
Нарастването на населението създава необходимост от нов храм и на 5 декември 1982 година митрополит Дионисий Неаполски и Ставруполски полага основите на нова, по-голяма църква. Новият храм също е във византийски стил, кръстокуполен с женска църква и вградена камбанария и външни помещения.